# Wienerfilharmonikernas nyårskonsert 2020

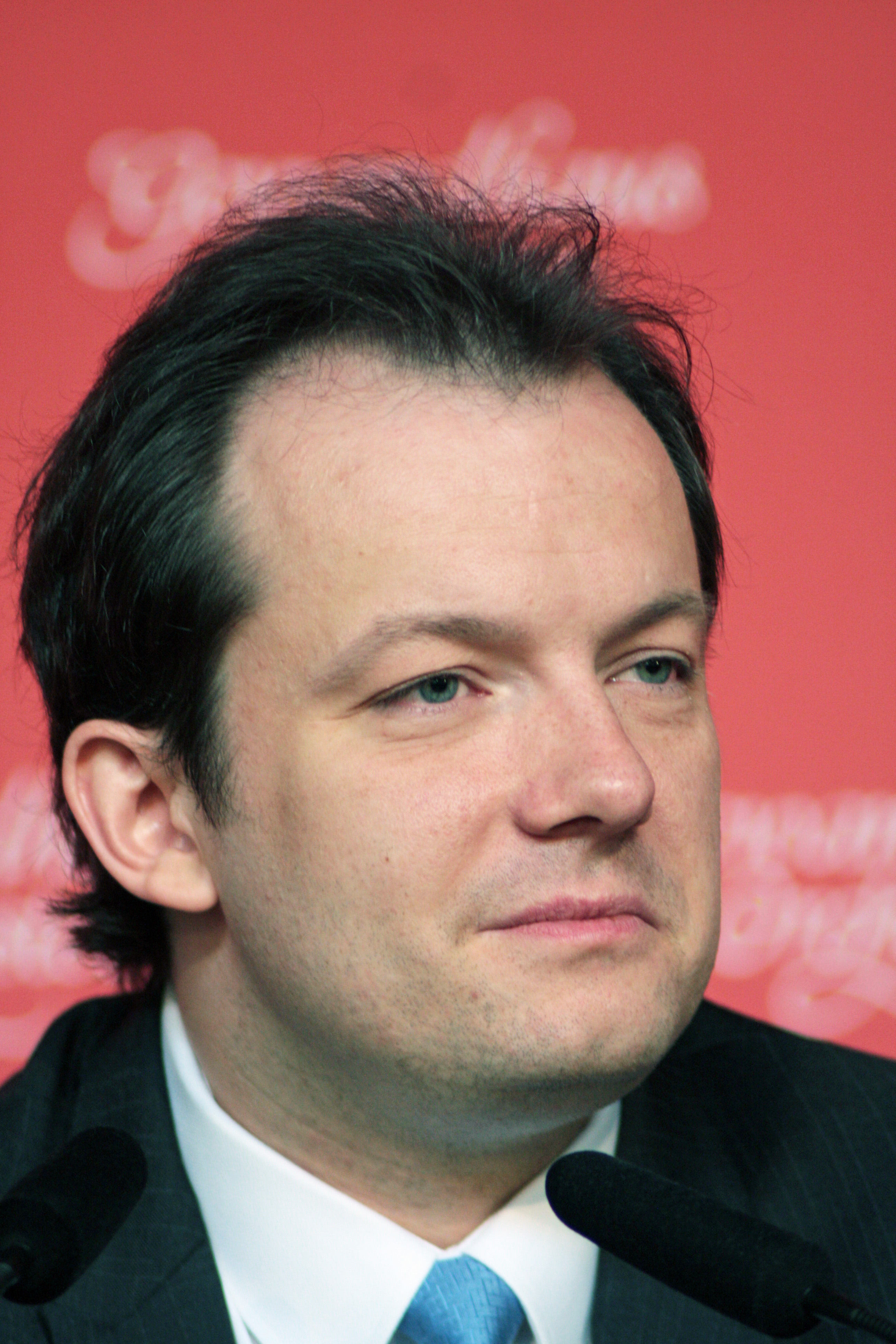
Andris Nelsons (2015).

Wienerfilharmonikernas nyårskonsert 2020 räknas som den 80:e nyårskonserten från Wien och ägde rum den 1 januari 2020 i Wiens Musikverein. Dirigent var för första gången Andris Nelsons.

## Historia
Strikt räknat var det Wienerfilharmonikernas 76:e nyårskonsert, eftersom det inte var förrän 1946 som namnet introducerades. Dessutom var det den 81:a Årsskifteskonserten, då det vid årsskiftet 1939/40 gavs en Außerordentliches Konzert (extraordinär konsert) av Wienerfilharmonikerna, som dock ägde rum på nyårsafton 1939. Från 1941 dirigerades nyårskonserten av Clemens Krauss, med undantag för åren 1946 och 1947 då Krauss förbjöds att dirigera på grund av sin närhet till nazistregimen och ersattes av Strausspecialisten Josef Krips.
Efter Clemens Krauss död 1955 följde Willi Boskovsky, konsertmästare i Wienerfilharmonikerna, som dirigerade konserten 25 gånger i rad. Från 1980 till 1986 följde sju konserter med dirigenten Lorin Maazel, som tjänstgjorde som chef för Wiener Staatsoper från 1982 till 1984. Därefter beslutade Wienerfilharmonikerna att bjuda in en ny dirigent varje år.

## Konserten
Programmet och filmklippen hyllade jubileer som Ludwig van Beethovens 250-årsdag, Wiener Musikvereins 150-årsdag och Salzburgfestivalens 100-årsdag. Till exempel visades fotografier av Festung Hohensalzburg, Salzburgs Residenzplatz, Großes Festspielhaus, Mozartplatz och Mozarts födelseplats samt Mozarts residens.
I motsats till vad historikern Oliver Rathkolb hävdade på Deutschlandfunk spelades Radetzkymarschen i den nazistiska versionen av Leopold Weninger. I motsats till forskningsläget, som har varit känt i årtionden, hävdade presentatören att Rosenkavaljersvalsen var en hyllning från Richard Strauss till Josef Strauss. Det motsatta är sant: Richard Strauss förnekade denna uppenbara musikaliska plagiering under hela sitt liv.

### Balettinslag

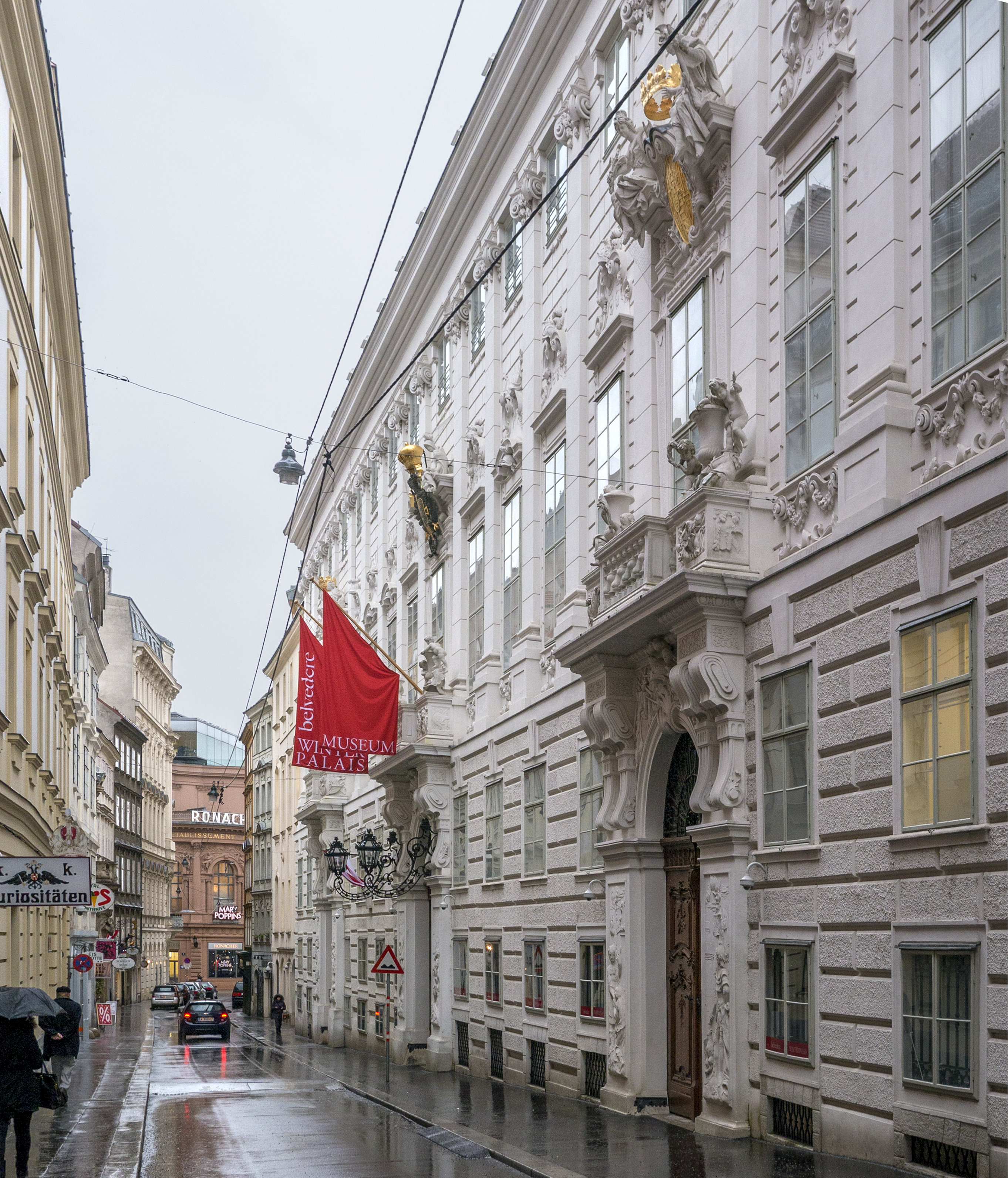
Winterpalais Prinz Eugen

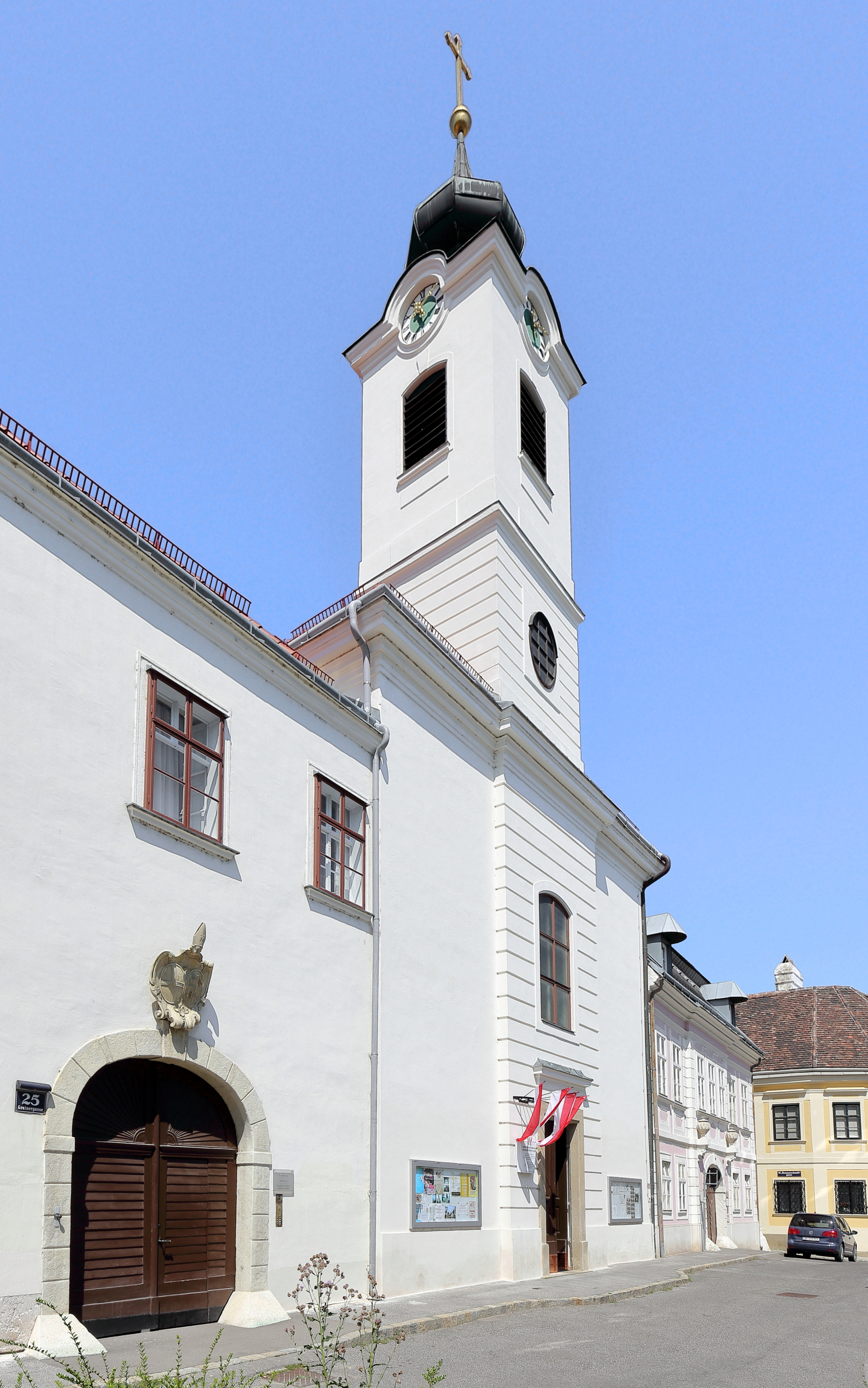
Pfarrplatz i Nussdorf

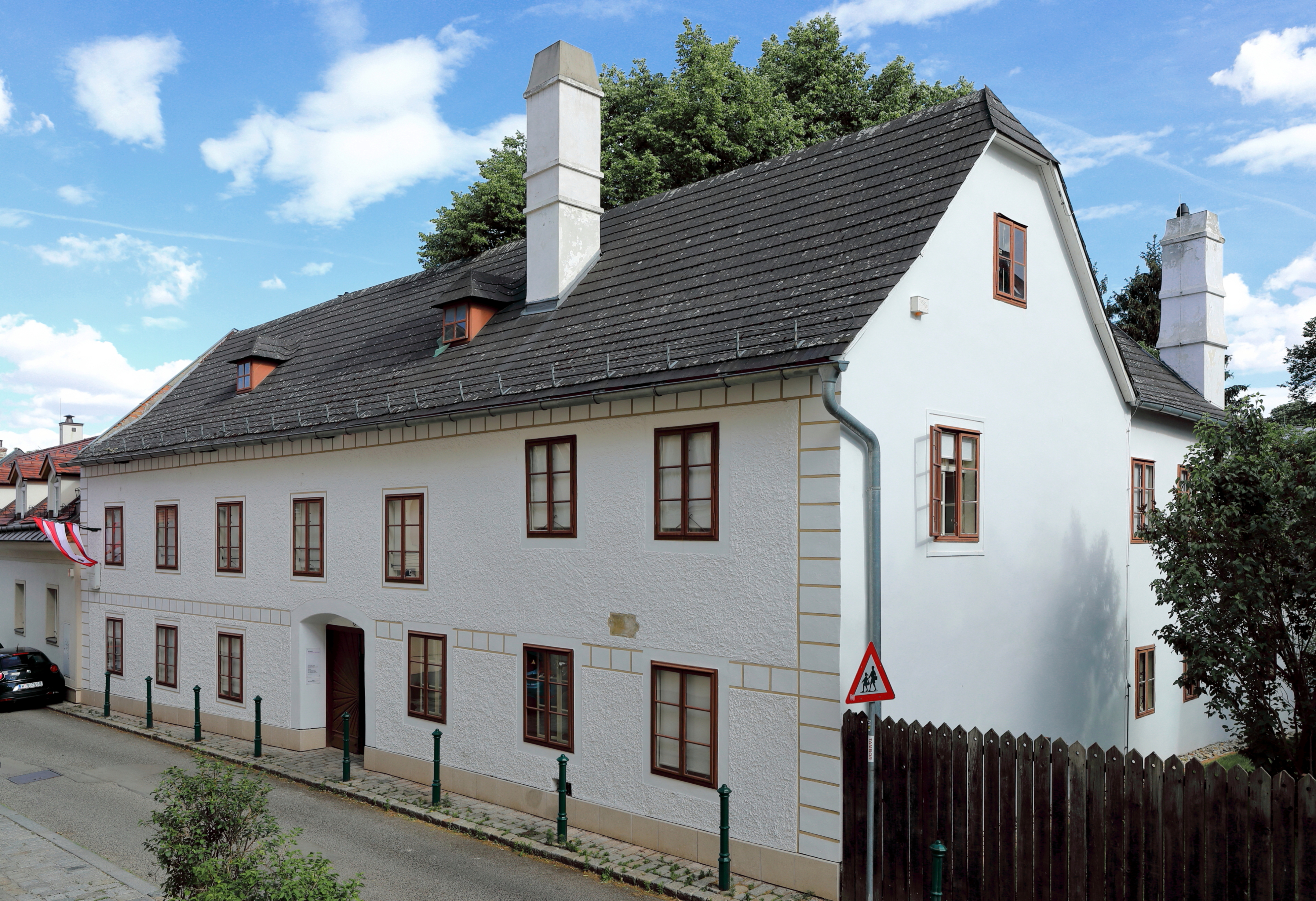
Beethoven-Wohnung i Heiligenstadt

Wiener Staatsballetts balettmellanspel iscensattes av regissören Michael Beyer sommaren 2019 och koreografin utfördes för första gången av den spanske koreografen José Carlos Martínez. Kostymerna i 50-talslooken kom från den brittiska kostymdesignern Emma Ryott, som designade kostymerna för en nyårskonsert för andra gången.
De tre paren Natascha Mair och Denis Cherevychko, debutanten Nina Tonoli och Davide Dato och Madison Young, också debutant vid nyårskonsertbaletten, dansade med Robert Gabdulin till valsen Seid umschlungen, Millionen av Johann Strauss den yngre. Miljön var Winterpalais Prinz Eugen.
Med anledning av Ludwig van Beethovens 250-årsdag filmades den andra dansföreställningen på Pfarrplatz i Wien-Nussdorf och på Heiligenstadttestamentets hus i Heiligenstadt. Ketevan Papava och Roman Lazik samt Olga Esina och Jakob Feyferlik dansade till ett urval stycken ur Beethovens 12 Kontretänze für Orchester WoO 14.

### Publiken
Med anledning av 25-årsjubileet av Österrikes EU-medlemskap bjöd Österrikes förbundskansler Brigitte Bierlein in EU-kommissionens ordförande Ursula von der Leyen och Sveriges statsminister Stefan Löfven till nyårskonserten. Von der Leyen hade tackat nej på grund av schemaläggningsskäl. I samband med Kroatiens övertagande av ordförandeskapet för Europeiska unionens råd för första halvåret 2020 bjöd nationalrådets ordförande Wolfgang Sobotka in den kroatiske parlamentsledamoten Gordan Jandroković och utrikes- och Europaminister Alexander Schallenberg, den kroatiske chefsdiplomaten Gordan Grlić Radman. Förbundspresident Alexander Van der Bellen deltog i konserten med sin fru Doris Schmidauer, tidigare förbundspresident Heinz Fischer med sin fru Margit Fischer.

## Program
Programmet tillkännagavs den 31 oktober 2019.
Nio verk framfördes för första gången. Med anledning av Ludwig van Beethovens 250-årsdag: några av de tolv Kontradanserna, ouvertyren till Die Landstreicher av Carl Michael Ziehrer, valsen Liebesgrüße, Liechtenstein-Marsch, polkorna Cupido, Knall und Fall och Eisblume av Josef Strauss. Andra premiärer var gavotten av Joseph Hellmesberger junior och Postillon-Galopp av Hans Christian Lumbye med ett trumpetsolo av dirigenten.

### 1:a delen
- Carl Michael Ziehrer: Ouvertyr till Die Landstreicher*
- Josef Strauss: Liebesgrüße, Vals, op. 56*
- Josef Strauss: Liechtenstein-Marsch, op. 36*
- Johann Strauss den yngre: Blumenfest-Polka, op. 111
- Johann Strauss den yngre: Wo die Citronen blüh’n, Vals, op. 364
- Eduard Strauß: Knall und Fall, Polka schnell, op. 132*

### 2:a delen
- Franz von Suppé: Ouvertyr till Lätta kavalleriet
- Josef Strauss: Cupido, Polka française, op. 81*
- Johann Strauss den yngre: Seid umschlungen, Millionen, Vals, op. 443
- Eduard Strauß: Eisblume, Polka mazur, op. 55 (Arrangement Wolfgang Dörner)*
- Joseph Hellmesberger junior: Gavotte*
- Hans Christian Lumbye: Postillon-Galopp, op. 16/2 (Arrangement Wolfgang Dörner)*
- Ludwig van Beethoven: Zwölf Contretänze, WoO 14 (Urval)*
- Johann Strauss den yngre: Freuet euch des Lebens, Vals, op. 340
- Johann Strauss den yngre: Tritsch-Tratsch, Polka schnell, op. 214
- Josef Strauss: Dynamiden, Vals, op. 173

### Extranummer
- Josef Strauss: Im Fluge, Polka schnell, op. 230
- Johann Strauss den yngre: An der schönen blauen Donau, Vals, op. 314
- Johann Strauss den äldre: Radetzkymarsch, op. 228

Verkförteckningen och verkens ordning finns på Wienerfilharmonikernas webbplats.
 Verk markerade med * spelades för första gången vid en nyårskonsert.

## Pausfilm

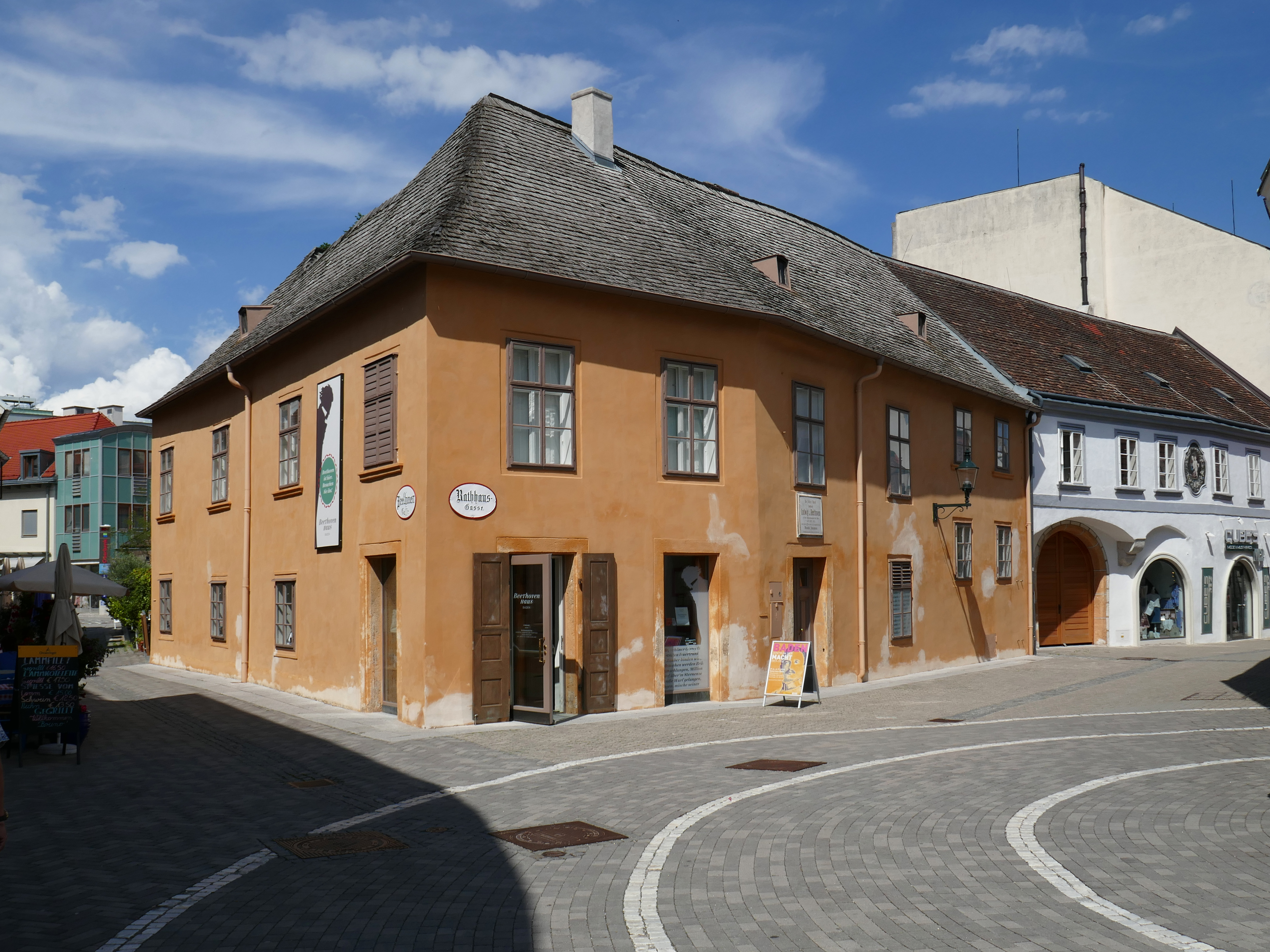
Beethovenhuset i Baden

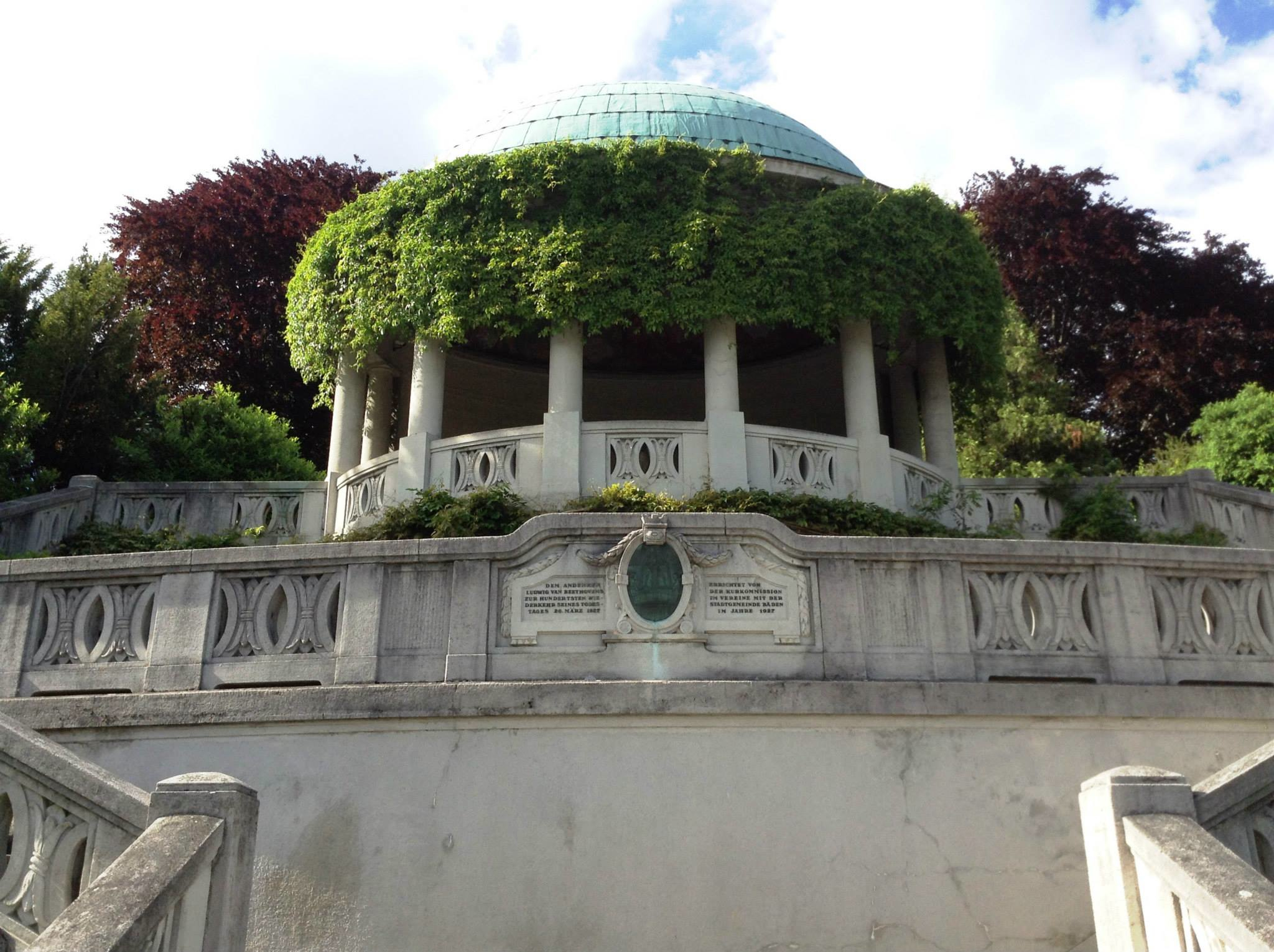
Beethoventemplet i Kurpark Baden

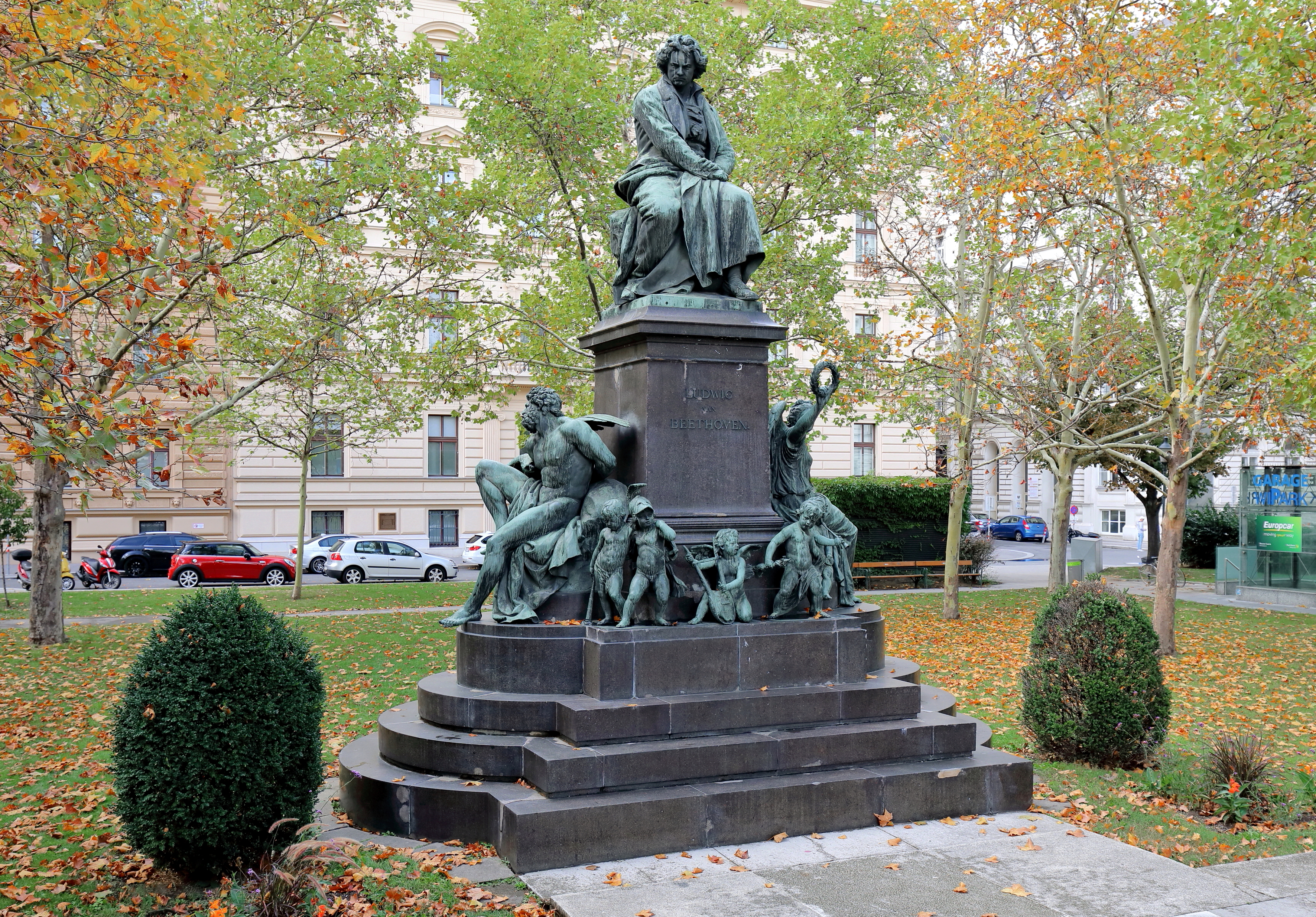
Beethoven-monumentet på Beethovenplatz

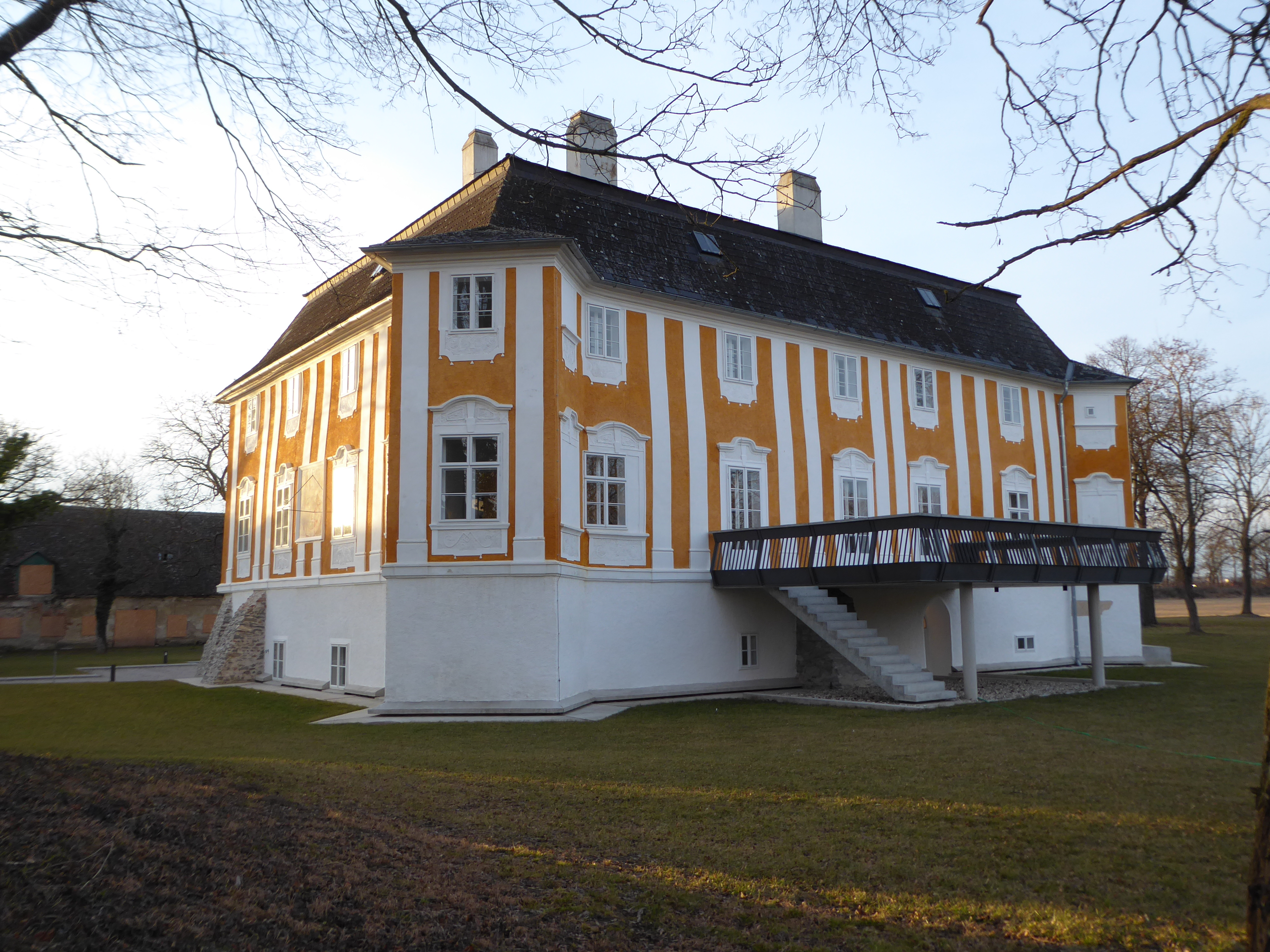
Schloss Wasserhof i Gneixendorf

Pausfilmen för nyårskonserten 2020 hade titeln Beethovens Blätterwirbel och regisserades av Georg Riha. I den uppträdde ensembler från Wienerfilharmonikerna i Beethovens bostäder och arbetar i Baden, Gneixendorf och Wien.
Inspelningsplatser inkluderade Beethoven-templet i Kurpark Baden, Beethovenhuset i Baden, Eroica-huset i Wien, Heiligenstadt-testamentets hus, Wasserhof Palace och Beethoven-huset i Gneixendorf, Eroica-salen i palatset Lobkowitz, Beethoven-huset i Ballgasse, Beethoven-monumentet på Beethovenplatz, Theater an der Wien och det österrikiska nationalbibliotekets statshus.

### Musik
- Ludwig van Beethoven: Oktett in Es-Dur, op. 103 – IV. Finale
  - Herbert Maderthaner, Harald Hörth (Oboe)
  - Matthias Schorn, Stefan Neubauer (Klarinett)
  - Sophie Dervaux, Benedikt Dinkhauser (Fagott)
  - Josef Reif, Jan Janković (Horn)
- Ludwig van Beethoven: Streichquartett F-Dur, op. 135 – Lento assai
  - Alina Pinchas, Thomas Küblböck (Violin)
  - Tilman Kühn (Viola)
  - David Pennetzdorfer (Violoncell)
- Ludwig van Beethoven: Septett in Es-Dur, op. 20 – I. Allegro
  - Andreas Großbauer (Violin)
  - Sebastian Führlinger (Viola)
  - Tamás Varga (Violoncell)
  - Christoph Wimmer (Kontrabas)
  - Matthias Schorn (Klarinett)
  - Michael Werba (Fagott)
  - Ronald Janezic (Horn)
- Ludwig van Beethoven: Sextett in Es-Dur, op. 81b – I. Allegro
  - Kirill Kobantschenko, Liya Yakupova (Violin)
  - Michael Strasser (Viola)
  - Stefan Gartmayer (Violoncell)
  - Manuel Huber, Jan Janković (Horn)
- Ludwig van Beethoven: Streichquintett in c-Moll, op. 104 – 1. Allegro con brio
  - Daniel Froschauer, Adela Frasineanu (Violin)
  - Tobias Lea, Sebastian Führlinger (Viola)
  - Raphael Flieder (Violoncell)

## TV-utsändningar
Michael Beyer var ansvarig för den 62:e ORF-sändningen och fjorton HDTV-kameror användes.
I Österrike tittade 1 234 000 personer och i genomsnitt 1 093 000 musikentusiaster.

## Inspelningar
Dubbel-CD:n släpptes den 10 januari 2020 och var ett av de mest sålda albumen i Österrike. DVD och Blu Ray-Disc släpptes den 31 januari 2020.

## Weblänkar
- Neujahrskonzert 2020 mit Andris Nelsons